# Raimonds Laizāns
Raimonds Laizāns (Riga, 5 agosto 1964) è un ex calciatore lettone, di ruolo portiere.

## Carriera

### Club
Ha giocato nei campionati nazionali sovietici, prima in "patria" nel Daugava Riga e nello Zveynieks Liepaya e poi all'"estero" al Karpaty.
Dopo la dissoluzione dell'Unione Sovietica ritorna in Lettonia, nello Skonto Riga, con cui ha vinto sei campionati consecutivi. Dopo un'avventura in Russia al Fakel, torna in patria per chiudere la carriera con il Policijas e l'Olimps.

### Nazionale
Il suo esordio è avvenuto in occasione della prima storica partita della Lettonia dopo il ritorno dell'indipendenza, l'amichevole dell'8 aprile 1992 contro la Romania. Titolare anche nella seconda partita (anche se sostituito al 70' da Ēriks Grigjans), ha in seguito perso il posto di primo portiere a favore di Oļegs Karavajevs, che giocò gran parte delle gare ufficiali. La ritrovò dopo diverse apparizioni, soprattutto in amichevole, nel 1995.
Totalizzò 31 presenze in nazionale, subendo 31 reti e vincendo due Coppe del Baltico.

## Palmarès

### Club
- Campionato lettone: 6

Skonto Riga: 1992, 1993, 1994, 1995, 1996, 1997
- Coppa di Lettonia: 3

Skonto Riga: 1992, 1995, 1997

### Nazionale
- Coppa del Baltico: 6

1993, 1995

## Statistiche

### Cronologia presenze e reti in Nazionale
| Cronologia completa delle presenze e delle reti in nazionale ― Lettonia | Cronologia completa delle presenze e delle reti in nazionale ― Lettonia | Cronologia completa delle presenze e delle reti in nazionale ― Lettonia | Cronologia completa delle presenze e delle reti in nazionale ― Lettonia | Cronologia completa delle presenze e delle reti in nazionale ― Lettonia | Cronologia completa delle presenze e delle reti in nazionale ― Lettonia | Cronologia completa delle presenze e delle reti in nazionale ― Lettonia | Cronologia completa delle presenze e delle reti in nazionale ― Lettonia |
| Data                                                                    | Città                                                                   | In casa                                                                 | Risultato                                                               | Ospiti                                                                  | Competizione                                                            | Reti                                                                    | Note                                                                    |
| ----------------------------------------------------------------------- | ----------------------------------------------------------------------- | ----------------------------------------------------------------------- | ----------------------------------------------------------------------- | ----------------------------------------------------------------------- | ----------------------------------------------------------------------- | ----------------------------------------------------------------------- | ----------------------------------------------------------------------- |
| 26-5-1992                                                               | Bucarest                                                                | Romania                                                                 | 2 – 0                                                                   | Lettonia                                                                | Amichevole                                                              | -2                                                                      |                                                                         |
| 26-5-1992                                                               | Ta' Qali                                                                | Malta                                                                   | 1 – 0                                                                   | Lettonia                                                                | Amichevole                                                              | -1                                                                      | 70’                                                                     |
| 21-2-1993                                                               | Vantaa                                                                  | Lettonia                                                                | 2 – 0                                                                   | Estonia                                                                 | Amichevole                                                              | -                                                                       | Ammonizione                                                             |
| 15-5-1993                                                               | Riga                                                                    | Lettonia                                                                | 0 – 0                                                                   | Albania                                                                 | Qual. Mondiali 1994                                                     | -                                                                       |                                                                         |
| 2-7-1993                                                                | Parnu                                                                   | Estonia                                                                 | 0 – 2                                                                   | Lettonia                                                                | Coppa del Baltico 1993                                                  | -                                                                       |                                                                         |
| 3-7-1993                                                                | Parnu                                                                   | Lettonia                                                                | 0 – 0                                                                   | Lituania                                                                | Coppa del Baltico 1993                                                  | -                                                                       |                                                                         |
| 3-6-1994                                                                | Riga                                                                    | Lettonia                                                                | 2 – 0                                                                   | Malta                                                                   | Amichevole                                                              | -                                                                       | 70’                                                                     |
| 26-6-1994                                                               | Riga                                                                    | Lettonia                                                                | 1 – 3                                                                   | Georgia                                                                 | Amichevole                                                              | -3                                                                      |                                                                         |
| 30-7-1994                                                               | Vilnius                                                                 | Estonia                                                                 | 0 – 2                                                                   | Lettonia                                                                | Coppa del Baltico 1994                                                  | -                                                                       | 67’                                                                     |
| 6-11-1994                                                               | Ozolnieki                                                               | Lettonia                                                                | 0 – 0                                                                   | Estonia                                                                 | Amichevole                                                              | -                                                                       |                                                                         |
| 29-3-1995                                                               | Salisburgo                                                              | Austria                                                                 | 5 – 0                                                                   | Lettonia                                                                | Qual. Euro 1996                                                         | -5                                                                      |                                                                         |
| 29-3-1995                                                               | Riga                                                                    | Lettonia                                                                | 5 – 0                                                                   | Irlanda del Nord                                                        | Qual. Euro 1996                                                         | -1                                                                      |                                                                         |
| 19-5-1995                                                               | Riga                                                                    | Lettonia                                                                | 2 – 0                                                                   | Estonia                                                                 | Coppa del Baltico 1995                                                  | -                                                                       |                                                                         |
| 21-5-1995                                                               | Riga                                                                    | Lettonia                                                                | 2 – 0                                                                   | Lituania                                                                | Coppa del Baltico 1995                                                  | -                                                                       |                                                                         |
| 3-6-1995                                                                | Porto                                                                   | Portogallo                                                              | 3 – 2                                                                   | Lettonia                                                                | Qual. Euro 1996                                                         | -3                                                                      |                                                                         |
| 7-6-1995                                                                | Belfast                                                                 | Irlanda del Nord                                                        | 1 – 2                                                                   | Lettonia                                                                | Qual. Euro 1996                                                         | -1                                                                      | 84’                                                                     |
| 16-8-1995                                                               | Riga                                                                    | Lettonia                                                                | 3 – 2                                                                   | Austria                                                                 | Qual. Euro 1996                                                         | -2                                                                      |                                                                         |
| 7-7-1996                                                                | Narva                                                                   | Estonia                                                                 | 1 – 1                                                                   | Lettonia                                                                | Coppa del Baltico 1996                                                  | -1                                                                      |                                                                         |
| 8-7-1996                                                                | Narva                                                                   | Lettonia                                                                | 1 – 2                                                                   | Lituania                                                                | Coppa del Baltico 1996                                                  | -2                                                                      |                                                                         |
| 14-2-1997                                                               | Paralimni                                                               | Cipro                                                                   | 2 – 0                                                                   | Lettonia                                                                | Amichevole                                                              | -2                                                                      |                                                                         |
| 15-2-1997                                                               | Dherynia                                                                | Lettonia                                                                | 1 – 0                                                                   | Lituania                                                                | Amichevole                                                              | -                                                                       |                                                                         |
| 17-2-1997                                                               | Dherynia                                                                | Polonia                                                                 | 3 – 2                                                                   | Lettonia                                                                | Amichevole                                                              | -3                                                                      |                                                                         |
| 25-6-1997                                                               | Riga                                                                    | Lettonia                                                                | 4 – 1                                                                   | Andorra                                                                 | Amichevole                                                              | -1                                                                      |                                                                         |
| 11-7-1997                                                               | Vilnius                                                                 | Lituania                                                                | 1 – 0                                                                   | Lettonia                                                                | Coppa del Baltico 1997                                                  | -1                                                                      |                                                                         |
| 19-8-1997                                                               | Riga                                                                    | Lettonia                                                                | 0 – 0                                                                   | Azerbaigian                                                             | Amichevole                                                              | -                                                                       |                                                                         |
| 6-2-1998                                                                | Ta' Qali                                                                | Georgia                                                                 | 2 – 1                                                                   | Lettonia                                                                | Amichevole                                                              | -2                                                                      |                                                                         |
| 8-2-1998                                                                | Ta' Qali                                                                | Malta                                                                   | 2 – 1                                                                   | Lettonia                                                                | Amichevole                                                              | -2                                                                      |                                                                         |
| 10-2-1998                                                               | Ta' Qali                                                                | Albania                                                                 | 2 – 2                                                                   | Lettonia                                                                | Amichevole                                                              | -2                                                                      |                                                                         |
| 17-5-1998                                                               | Riga                                                                    | Lettonia                                                                | 1 – 5                                                                   | Israele                                                                 | Amichevole                                                              | -5                                                                      |                                                                         |
| 26-6-1998                                                               | Parnu                                                                   | Andorra                                                                 | 0 – 2                                                                   | Lettonia                                                                | Amichevole                                                              | -                                                                       |                                                                         |
| 10-11-1998                                                              | Tunisia                                                                 | Tunisia                                                                 | 3 – 0                                                                   | Lettonia                                                                | Amichevole                                                              | -2                                                                      | 46’                                                                     |
| Totale                                                                  |                                                                         | Presenze                                                                | 31                                                                      |                                                                         | Reti                                                                    | -31                                                                     |                                                                         |